# Pellikel (Fotolithografie)
Ein Pellikel ist im Bereich der Halbleitertechnik eine transparente Membran für Fotomasken zum Schutz gegen Verschmutzung.

## Hintergrund
Bei der modernen fotolithografischen Strukturierung wird ein auf einer Fotomaske befindliches Strukturmuster in eine Fotolackschicht auf einem Wafer übertragen. Das Strukturmuster auf der Fotomaske ist dabei in Form einer strukturierten opaken oder teiltransparenten Schicht auf einem massiven transparenten Substrat „gespeichert“. Gerade bei Anlagen nach dem Stepper-Prinzip, bei dem diese Übertragung der Maske mehrfach und rasterförmig erfolgt, wird deutlich, dass ein Defekt auf der Fotomaske die Zahl der Defekte auf dem Wafer massiv erhöhen und somit die Ausbeute drastisch reduzieren kann. Als Defekte sind hier vor allem Partikel unterschiedlicher Quelle (z. B. Staub) zu nennen, die sich an der strukturierten Schicht anlagern können. Anders als auf der unstrukturierten Seite des Maskensubstrates ist die Reinigung der strukturierten Seite komplizierter und ist immer mit der Gefahr einer Schichtbeschädigung, einer weiteren Defektform, verbunden. Aus diesem Grund wird versucht, die Verschmutzung der strukturierten Seite durch eine für die verwendete Strahlung transparente Membran, das Pellikel, zu verhindern.

## Aufbau und Funktion
Ein Pellikel ist eine ca. 1 µm dicke Polymerfolie, die über einen fest auf der Fotomaske befestigten Rahmen aus Kunststoff oder Aluminium gespannt ist. Die Rahmenhöhe und somit der Abstand des Pellikels zur strukturierten Schicht beträgt in der Regel 5–10 mm, das heißt im Bereich der Maskensubstratdicke. Auf diese Weise entsteht ein mehr oder weniger isolierter Bereich – der Rahmen enthält kleine Belüftungslöcher, um Druckschwankungen auszugleichen und ein Durchbiegen des Pellikels zu verhindern – oberhalb der strukturierten Schicht, in der sich keine Partikel befinden und daher auch nicht auf die Schicht gelangen können.
Partikel aus der Umgebung, die auch in einem Reinraum der höchsten Klasse immer präsent sind, können durch das Pellikel nicht direkt auf die strukturierte Schicht gelangen, sondern fallen auf das Pellikel oder eben die unstrukturierte Rückseite der Maske. Pellikel bieten hierbei zwei Vorteile: Zum einen lassen sich Partikel auf den unstrukturierten Flächen relativ unkompliziert mit Stickstoff abpusten, ohne die Maske zu beschädigen, zum anderen sind sie dort mehrere Millimeter von der Maskenschicht entfernt. Letzteres ist günstig, falls sich ein Partikel zwischen den Inspektionsschritten neu angelagert haben sollte. Denn aufgrund der genutzten Schärfentiefe (ca. 1 mm) liegt das Partikel somit außerhalb des Fokus und hat nur sehr geringen Einfluss auf die Belichtung.

## Anforderungen
Pellikel müssen hart, dünn (< 1 µm) und auch nach längerer Nutzung bei hohen Beleuchtungsdosen ausreichend transparent (> 90 %) für die Beleuchtungsstrahlung sein. Ausgangsmaterial für Pellikel sind organische Verbindungen, z. B. Zellulosenitrat für g-Linien- oder i-Linien-Lithografie oder amorphe Fluoropolymere für die DUV-Lithografie. Die Membrandicke muss dabei so eingestellt sein, dass sich durch Dünnschichtinterferenz eine maximale Transmission ergibt.